# 彭宠
彭寵（前1世紀？—29年），字伯通，荊州南陽郡宛縣人，新朝末東漢初武將。父彭宏，弟彭純，子彭午，從弟彭蘭卿（被尊稱為「子后蘭卿」，相當於「公子蘭卿」）。彭寵原是王莽、光武帝屬下武將，後成為幽州獨立力量的自立人物，與其妻被奴僕劫財、謀殺。

## 生平
父彭宏在漢哀帝時代為漁陽（今北京密雲一帶）太守，容姿偉岸，能大量飲酒吃飯，在北方邊境很有人望。王莽居攝期間，彭宏因反對王莽，與何武、鮑宣一起被誅殺。
彭寵年輕時為郡吏，新朝地皇年間在大司空王邑屬下為大司空士。劉秀的反新軍迎擊王邑。他到洛陽時聽說弟弟彭純加入了漢軍，恐怕被問罪，所以就和吳漢逃到父親以前當過太守的漁陽。
更始元年（23年），劉玄即位為更始帝，為收服北方幽州、并州人士，派遣謁者韓鴻招撫。韓鴻和彭寵、吳漢是同鄉，韓鴻到薊城（今北京），彭寵熱烈歡迎。更始帝封彭寵為偏將軍兼漁陽太守，吳漢為安樂縣令。
之後，劉秀（後來的光武帝）到河北鎮撫，劉秀寫信招撫彭寵，彭寵準備牛、酒，將去謁見。王郎自稱是漢成帝的兒子「劉子輿」，起兵自稱天子於河北，傳檄北方各地，吳漢想歸附劉秀，於是勸說彭寵歸附劉秀，彭寵同意。雖然彭寵想歸附劉秀，但眾屬官都想歸附「劉子輿」。此時正好有儒生傳來王郎偽造身份與郡縣歸附劉秀的消息，於是吳漢偽造劉秀檄文，稱王郎不是劉家宗室，使得漁陽太守彭寵和屬官們相信此事，於是歸順劉秀。
彭寵命吳漢為行長史與同郡都尉嚴宣、護軍蓋延、狐奴縣令王梁率步騎兵3千，上谷太守耿況派郡將景丹、寇恂、兒子耿弇，在廣阿與劉秀軍合流共擊王郎軍，事後，彭寵被劉秀封為建忠侯，任命為大將軍。當時彭寵發揮了理財的能力。彭寵在後方支援劉秀軍討伐王郎的補給。
彭寵有大功，開始有傲慢態度。建武元年（25年），劉秀即位為皇帝，即光武帝。他的部下吳漢、王梁被任命為三公，彭寵没有加官，彭寵十分不滿。管理漁陽郡的彭寵和監察官幽州牧朱浮素有積怨，互相攻訐。
建武二年（26年）春，光武帝下詔召彭寵，彭寵以為是朱浮讒言所致，請光武帝一同徵召朱浮。彭寵给原部下吳漢、蓋延寫信訴苦。最後，光武帝不同意徵召朱浮，彭寵更加疑心暗鬼。彭寵的妻子和部下對朱浮抱反感，都勸他不要去京城。光武帝聽說彭寵對朱浮不滿，並未在意，一笑了之。
光武帝寬宥彭寵，送返他做人質的從弟彭蘭卿，彭寵留下蘭卿，向光武帝舉起叛旗，攻擊駐留薊縣（今北京）的朱浮。當時，彭寵勸说上谷太守耿況一起造反，耿況斬使者拒絕。彭寵擊破光武帝派遣的遊擊將軍鄧隆的軍隊，再擊破朱浮，佔領薊，自稱燕王。彭寵贈给匈奴單于貢物請求支援，與齊王張步、富平軍、獲索軍（北方地方軍）結盟，建立北方一大自立力量。
建武四年（28年），彭寵之弟彭純，借助匈奴軍力攻擊駐屯涿郡的漢軍——良鄉祭遵軍和陽鄉劉喜軍，匈奴騎兵通過廣陽郡軍都山。東漢復胡將軍耿舒邀擊，匈奴二王被斬，彭寵敗走。漢軍追擊，耿舒與父耿況奪還軍都。
建武五年（29年）春，彭寵之妻天天做噩夢，卜筮說這是有人要謀反的徵兆。彭寵懷疑從光武帝處做過人質的彭蘭卿，命他將兵居外，不再負責警衛。結果蒼頭（奴僕）子密等三人趁彭寵睡覺之機，將他綁住。彭寵許諾將女兒彭珠嫁给其中一小奴並分给他全部家財以說服小奴给他鬆綁，小奴雖被說動，但看到子密聽到了他們的對話，又不敢鬆綁。三人搶奪了財物，再逼迫彭寵寫命令告知城門將軍：“今遣子密等至子后蘭卿所，速開門出，勿稽留之。”然後彭寵與妻在家中被殺，二人首級獻給光武帝。
彭寵子彭午繼任燕王，不久彭午被部下國師韓利殺害，彭寵宗族全被處死。

## 延伸阅读
[在维基数据编辑]
 《後漢書·卷12》，出自范晔《後漢書》